# Administrátor (církev)

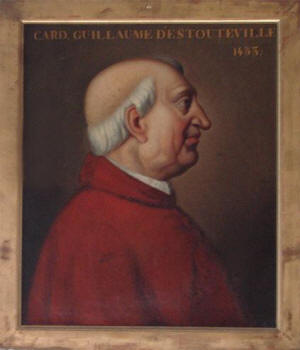
Kardinál Guillaume d'Estouteville byl administrátorem několika opatství a biskupství

Administrátor (správce) je v církvi kněz (popř. biskup), který byl dočasně pověřen vedením kláštera, farnosti nebo diecéze. Specifickým pojmem je trvalý apoštolský administrátor, který trvale vede apoštolskou administraturu.

## Administrátor farnosti
Administrátor, popř. administrátor excurrendo je duchovním správcem farnosti v době, kdy v ní není ustanoven farář.
Když je farnost uprázdněna, nebo když farář nemůže pro zajetí, vypovězení, vyhnanství, neschopnost, nemoc či jiný důvod zastávat službu pastýře farnosti, nechť biskup co nejdříve určí administrátora farnosti, totiž kněze, který by faráře zastupoval podle předpisu kánonu 540 (kánon 539 CIC). Administrátor farnosti je vázán stejnými povinnostmi a má stejná práva jako farář, leč by diecézní biskup stanovil něco jiného (kánon 540 § 1 CIC).
V situaci nedostatku kněží je někdy správa farnosti rozdělena na oblast duchovní správy, která je vždy svěřena knězi (administrátor in spiritualibus, vesměs jde o administrátora excurrendo), a oblast péče o materiální záležitosti, které může spravovat i jáhen nebo laik (administrátor in materialibus).

### V nekatolických církvích
Administrátorem je ustanoven farář, který je obvykle místně nejblíž (například v rámci sousedních sborů). Takový sbor je pak veden jako tzv. administrovaný, de iure neobsazený.
V Českobratrské církvi evangelické upravuje tyto záležitosti Řád o správě církve. Ten stanoví, že správa neobsazených sborů je v působnosti seniora příslušného seniorátu. Ten může na základě jednání se staršovstvem příslušného sboru a se seniorátním výborem ustanovit administrátora.
Pravoslavné církve úřad administrátora označují prostým locum tenens, má většinou obdobné pravomoce jako ten, jehož pozici spravuje. 

## Administrátor diecéze
Administrátor diecéze spravuje dotyčnou diecézi v době, kdy v ní není ustanoven sídelní biskup.
Při uprázdnění biskupského stolce se řízení diecéze přenáší až po ustanovení administrátora diecéze na pomocného biskupa a je-li jich více, na nejstaršího povýšením na biskupa, není-li pomocný biskup, pak na sbor konzultorů, nenařídil-li Svatý stolec něco jiného; kdo takto převezme řízení diecéze, ať bez odkladu svolá příslušný sbor, aby zvolili administrátora diecéze (kánon 519 CIC). V době osmi dnů od přijetí zprávy o uprázdněném biskupském stolci musí sbor konsultorů zvolit administrátora diecéze, který by prozatím řídil diecézi bez újmy kánonu 502 (kánon 521 § 1 CIC).

## Apoštolský administrátor
Jako apoštolský administrátor se označuje prelát (kněz či biskup), který byl vedením diecéze či jiné církevní jednotky dočasně pověřen papežem (na rozdíl od běžného administrátora, který se jím stává buď automaticky ze své pozice, či je jím zvolen).
Poněkud odlišným případem je trvalý apoštolský administrátor, který stojí v čele apoštolské administratury. Jeho postavení je obdobné postavení diecézních biskupů a nevztahují se na něj omezení kladená na ostatní administrátory.

## Administrátor kláštera

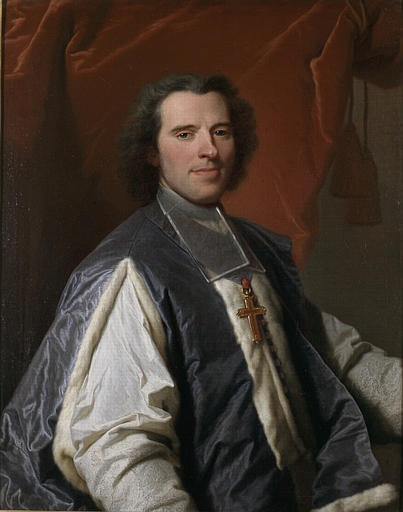
Biskup de Saint-Simon, opat-komendátor, který in commendam administroval opatství v Jumièges v letech 1719–1760 (portrét od H. Rigauda, okolo r. 1733)

### Historie
Opat laik byl titul správce v katolické církvi, který in commendam administroval klášter. Takový opat zpravidla nebyl členem daného řádu. Pokud byl takový správce nositel kněžského svěcení, jednalo se o opata-komendátora. Praxe byla rozšířena zejména ve Franské říši v 8. až 11. století. Aktuální Kodex kanonického práva již titul opata laika/komendátora nezná. Opati-komendátoři byli ustanovováni až do Velké francouzské revoluce, v některých případech až do Druhého vatikánského koncilu.

### Po Druhém vatikánském koncilu
V případě klášterů se lze setkat s opatem-administrátorem, či převorem-administrátorem. Jde o prozatímní představené klášterů v době, kdy není ustanoven řádný představený, tedy opat či převor. Důvodem ustanovení administrátora může být nízký počet řeholníků příslušejících ke klášteru, nebo např. obnova řeholního života v klášteře po delší odmlce, s níž je spojené určité provizorium.